# Zumicke Geringer
Zumicke Geringer (Puerto Elizabeth, 20 de septiembre de 1989) es una deportista sudafricana que compite en lucha libre. Ganó una medalla de bronce en los 2015. Ha ganado cuatro medallas en el Campeonato Africano de Lucha entre los años 2008 y 2015.

## Palmarés internacional
| Juegos Panafricanos | Juegos Panafricanos               | Juegos Panafricanos | Juegos Panafricanos |
| Año                 | Lugar                             | Medalla             | Categoría           |
| ------------------- | --------------------------------- | ------------------- | ------------------- |
| 2015                | Brazzaville (República del Congo) | Medalla de bronce   | 69 kg               |
| Campeonato Africano |                                   |                     |                     |
| Año                 | Lugar                             | Medalla             | Categoría           |
| 2008                | Túnez (Túnez)                     | Medalla de bronce   | 63 kg               |
| 2009                | Casablanca (Marruecos)            | Medalla de bronce   | 63 kg               |
| 2013                | Yamena (Chad)                     | Medalla de plata    | 63 kg               |
| 2015                | Alejandría (Egipto)               | Medalla de bronce   | 69 kg               |